# 中東報道研究機関
中東報道研究機関（Middle East Media Research Institute,MEMRI、メムリ）は米国のワシントンD.C.にある機関。中東・北アフリカのメディアの監視・調査・翻訳を行う。ロンドン、ベルリン、エルサレム、東京に支局がある。

## 概要
イスラエル軍の諜報機関に属していたイガル・カルモン（en:Yigal Carmon）と教授のメイラヴ・ワームザー（en:Meyrav Wurmser）が1998年に設立した。2001年9月11日の米国同時多発テロをきっかけに有名になった。
ウェブサイトで中東・北アフリカメディアの報道（アラビア語、現代ペルシャ語、ヘブライ語）を、英語、ドイツ語、フランス語、イタリア語、ロシア語、ヘブライ語、トルコ語、日本語の8カ国語に翻訳・分析している。国際的な新聞に引用されることもある。中東マスコミの現地報道に、各国語で接することができる情報源となっている。
メムリの日本支局代表は、駐日イスラエル大使館のチーフインフォメーション・オフィサーとして働いていた滝川義人が代表を務めている。イスラエル大使館はガザ侵攻_(2009年)に際してハマースの危険性の論拠として、メムリの記事をリンクしている。
2020年、イスラエルとアラブ首長国連邦・バーレーン王国の国交正常化（アブラハム合意）が行われた。カルモン代表は「（UAE・アブダビ皇太子の）ムハンマド・ビン・ザーイド・アール・ナヒヤーン氏が実現させた平和条約は、1979年にエジプトのアンワル・サダト大統領が実現させたそれよりも重要性が高いものです」「この平和のビジョンを実現するためのムハンマド・ビン・ザーイド皇太子の精力的で感動的な働きは国際的に認知されるべきであり、ノーベル平和賞の有力候補にふさわしい」と高く評価した。

## 財務
研究所は日本の国税庁にあたるアメリカ合衆国内国歳入庁に免税措置となる501(c)番として登録されており、運営費はBradley Foundation, Harold Grinspoon Foundation,Ronald & Mary Ann Lachman Foundation,Koret Foundation,John M. Olin Foundationなど私人の寄付から出ているとされる。

## 批判
批判的な見解としては「イスラエルの情報機関出身者が歴代主任を務めているイスラエルのプロパガンダ組織に過ぎない。とくに、アラブ・イスラーム諸国側の宗教的・政治的に過激な発言を強調する一方で、イスラエル・ユダヤ教の過激派の発言は一切発信しない。またその翻訳も恣意的でアラブ人やイスラム教徒に不利なものとなっている。」というものがある。また、イスラエル・欧米に対するアラブ人の後進性を強調する記事の採録も多いと主張するアラブ系アメリカ人がいる。アラブ諸国で親米・新自由主義路線を取る、サウジアラビア系マスコミの記事に偏っているとする指摘もある。米イスラム委員会は、「中東報道研究機関の意図は、イスラム世界からの最悪の引用を見つけ出し、広く普及させることにある」と批判した。
中東とその地からの報道における反ユダヤ主義の研究機関となっているとの擁護論も存在するが、それに対しては中東報道研究機関のような中立的な名前を隠れ蓑に使っていることへの批判がある。日本語版メムリに関しても「翻訳に間違いがある」「アラビア語の原文を英語に訳し、さらに日本語に訳しているため原文とかけ離れた部分がある」「恣意的な文章表現になっている」との批判がある。
『東京新聞』の田原牧（田原拓治）記者は、「アラブ紙から迷信じみた記載を見つけマスコミに流す」と批判し、「どんな言語でもそうだが、アラブ紙を読み慣れている者なら単なる形容句でも、直訳すれば針小棒大な解釈を生むことがある」と指摘している。
2011年に中東各国で起こった民主化デモについては、「挫折必然のエジプト人民革命」と題する研究記事やエジプトにおける民衆デモを「イランとヒズブッラーによる扇動である」と論評するクウェートの新聞の記事を掲載するなどした。

## 参照
- MEMRI About Us, Memri.orgより
- Recipient Grants report on MEMRI[リンク切れ],MediaTransparency.orgyより
- the Harold Grinspoon Foundation 2002-2004
- Koret Foundation: Catalyst Spring 2005
- The Ronald and Mary Ann Lachman Foundation
- Giving the Hatemongers No Place to Hide reprinted in Der Spiegel Online
- Quotes about MEMRI on MEMRI Web site
- Introduction to the MEMRI Compilation on the Arab and Iranian Reactions to 9/11

- 偏向のMemri（Selective Memri）, ブライアン・ホイティッカー（Brian Whitaker）、 Guardian 2002年8月12日より
- 言語の問題（Language matters） ブライアン・ホイティッカー（Brian Whitaker）、Guardian Unlimited 2005年9月28日より
- "Propaganda that widens the Arab-West divide - Gained in translation", Le Monde Diplomatique, 2005年10月
- "Traduction ou trahison? Désinformation à l’israélienne.", Le Monde Diplomatique, 2005年10月.
- خبرپردازي به شيوه اسرائيلي
- 電子メール討論:イガル・カーモン、ブライアン・ホイティッカー Guardian Unlimitedより
- MEMRI改変計画
- Ambassador William Rugh on Arab broadcasting and US public diplomacy リーズ大学コミュニケーション学科

### メムリによるサイト
- MEMRI公式サイト（英語）
- ドイツMEMRI公式サイト
- MEMRIテレビ公式サイト（英語）
- MEMRIブログ公式サイト（英語）
- MEMRI映画（英語）
- MEMRI (@memrireports) - X（旧Twitter）（英語）

### 批判
- Thanks for the MEMRI (.org) 「ありがたきMEMRI」ジェイ・ノードリンガー（Jay Nordlinger）の ナショナル・レビュー誌（National Review）の寄稿、2004年9月13日（リンク切れ、2015年2月20日閲覧）
- イガル・カーモンとアリー・アブニマ（Ali Abunimah）の討論（英語）

### その他
- MEMRI ウェブアーカイブ
- News from the Middle East 日本語で読む中東メディア - 東京外国語大学中東イスラーム研究教育プロジェクトによる、中東メディアの日本語訳
- Mideastwire.com - メムリへの対抗をある程度意識した、中東メディアの英訳サイト（英語）